# Ferzan Özpetek
Ferzan Özpetek (* 3. února 1959 Istanbul) je turecký filmový režisér a scenárista působící v Itálii. Jeho film Okno naproti získal v roce 2003 hlavní cenu Křišťálový glóbus i cenu za nejlepší režii na filmovém festivalu v Karlových Varech. Ve stejném roce získal tento snímek italskou národní cenu Donatellův David za nejlepší film roku. Film zvítězil i na festivalech v Bangkoku či Seattlu. Je otevřeným homosexuálem.

## Filmografie
- Hamam (1997)
- Harém (1999)
- Falešné vztahy (2001)
- Okno naproti (2003)
- Svaté srdce (2005)
- Nepříznivý Saturn (2007)
- Bezvadný den (2008)
- Neřízené střely (2010)
- Magnifica presenza (2012)
- Allacciate le cinture (2014)
- İstanbul Kırmızısı (2017)
- Napoli velata (2017)
- La dea fortuna (2019)
- Nuovo Olimpo (2023)